# Cyphia volubilis
Cyphia volubilis är en klockväxtart som först beskrevs av Nicolaas Laurens Nicolaus Laurent Burman, och fick sitt nu gällande namn av Carl Ludwig von Willdenow. Cyphia volubilis ingår i släktet Cyphia, och familjen klockväxter. Inga underarter finns listade i Catalogue of Life.